# Aston Martin DB AR1
L'Aston Martin DB AR1 est une série spéciale d'automobile du constructeur britannique Aston Martin, construite entre 2003 et 2004, dessinée par le designer Zagato.

## Historique
L'Aston Martin DB AR1 est basée sur une Aston Martin DB7 Vantage Volante, mais reçoit lors de sa conception en 2002 une carrosserie spécifique du designer Zagato. Elle est présentée au salon de l'automobile de Los Angeles en janvier 2003. 
La voiture a été conçue pour être commercialisée dans les états ensoleillés américains, Floride et Californie, mais quelques exemplaires ont aussi été vendus à des clients européens.  
Cette automobile d'exception était vendue au prix de 262 215 €[réf. nécessaire].
Des exemplaires sont souvent proposés aux enchères dans les grandes maisons de vente, telles que Sotheby's ou Bonhams, avec un prix qui reste stable (données 2020-2024).

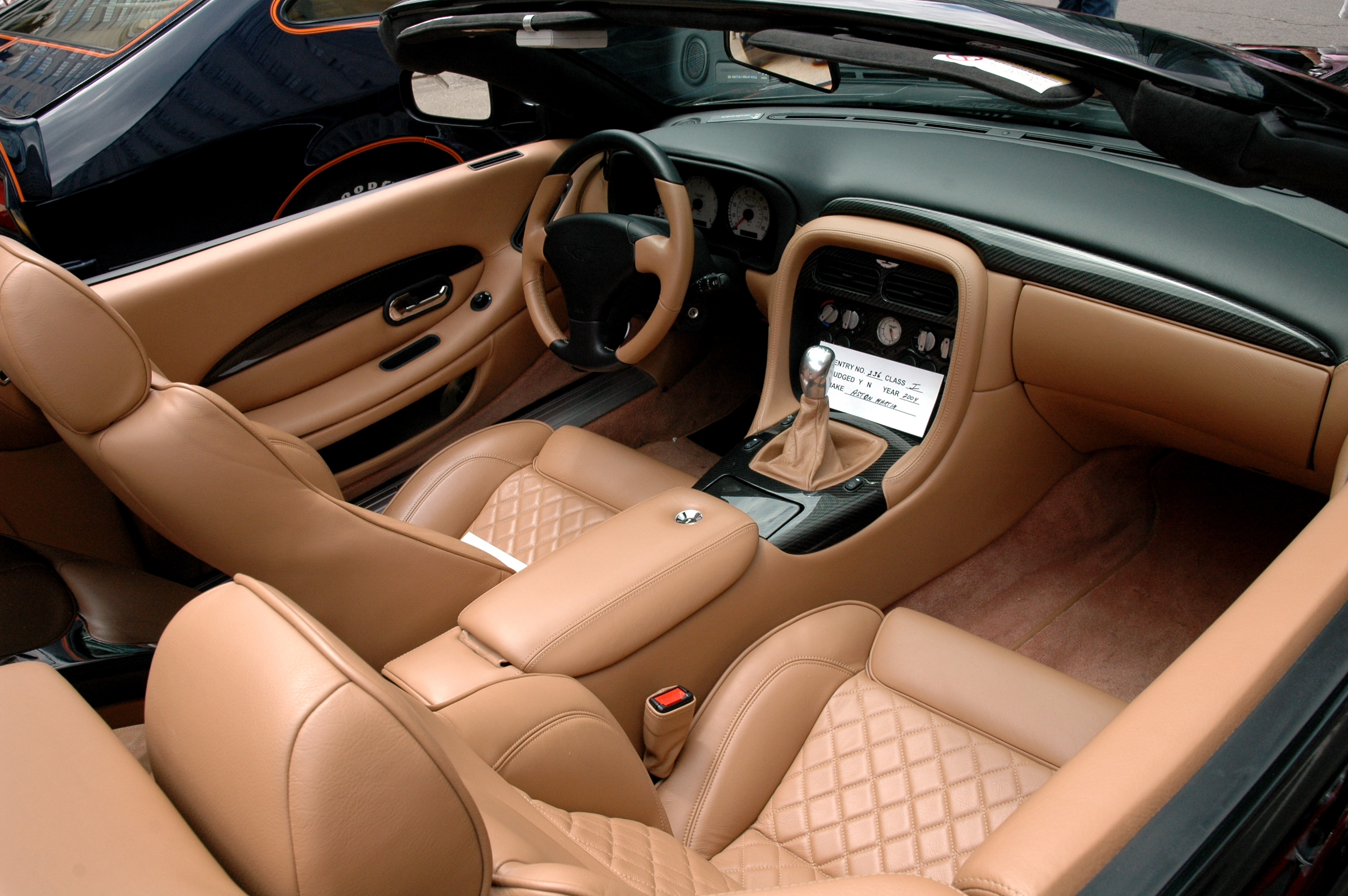
Intérieur de la DB AR1.

## Galerie

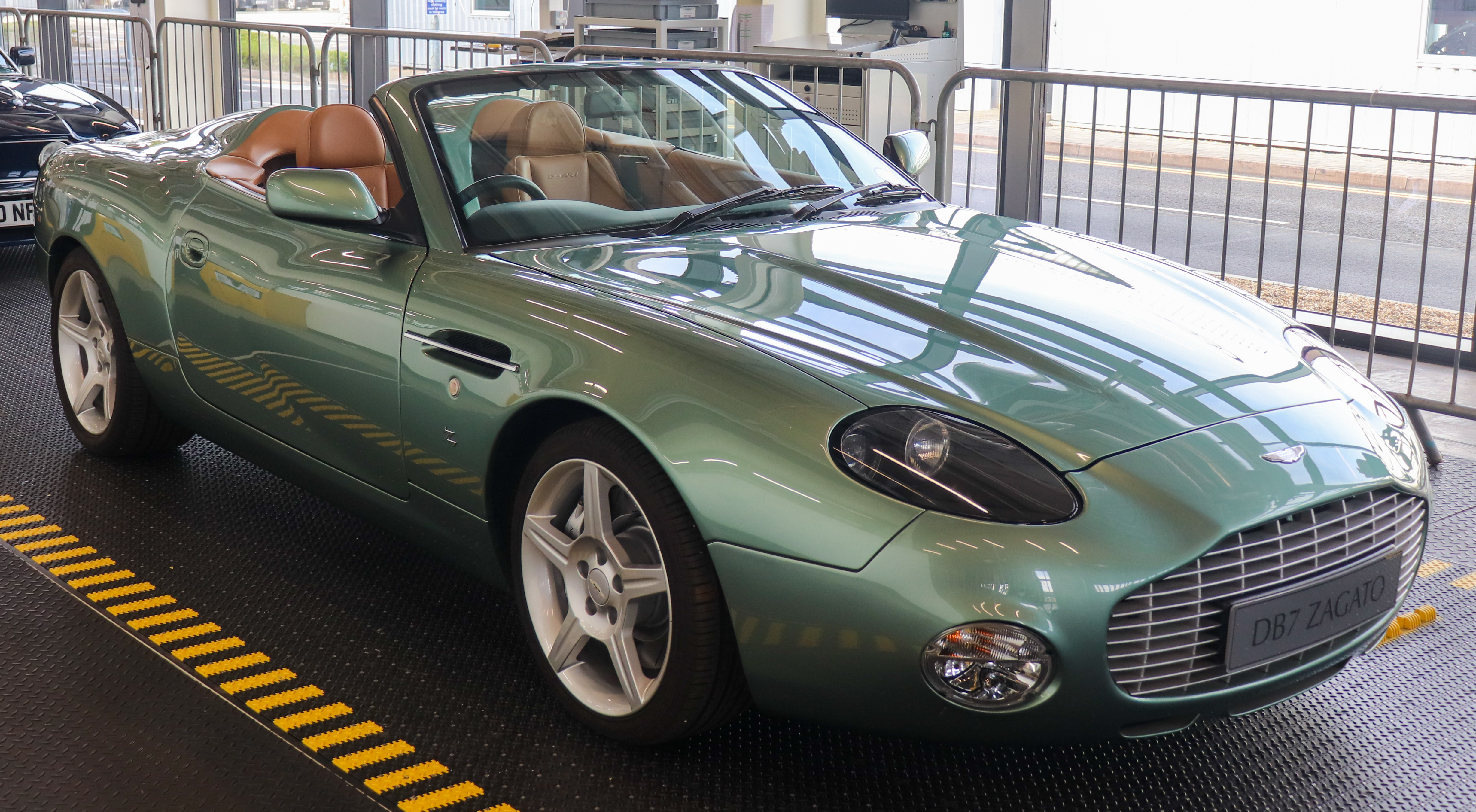
DB AR1 à l'usine.
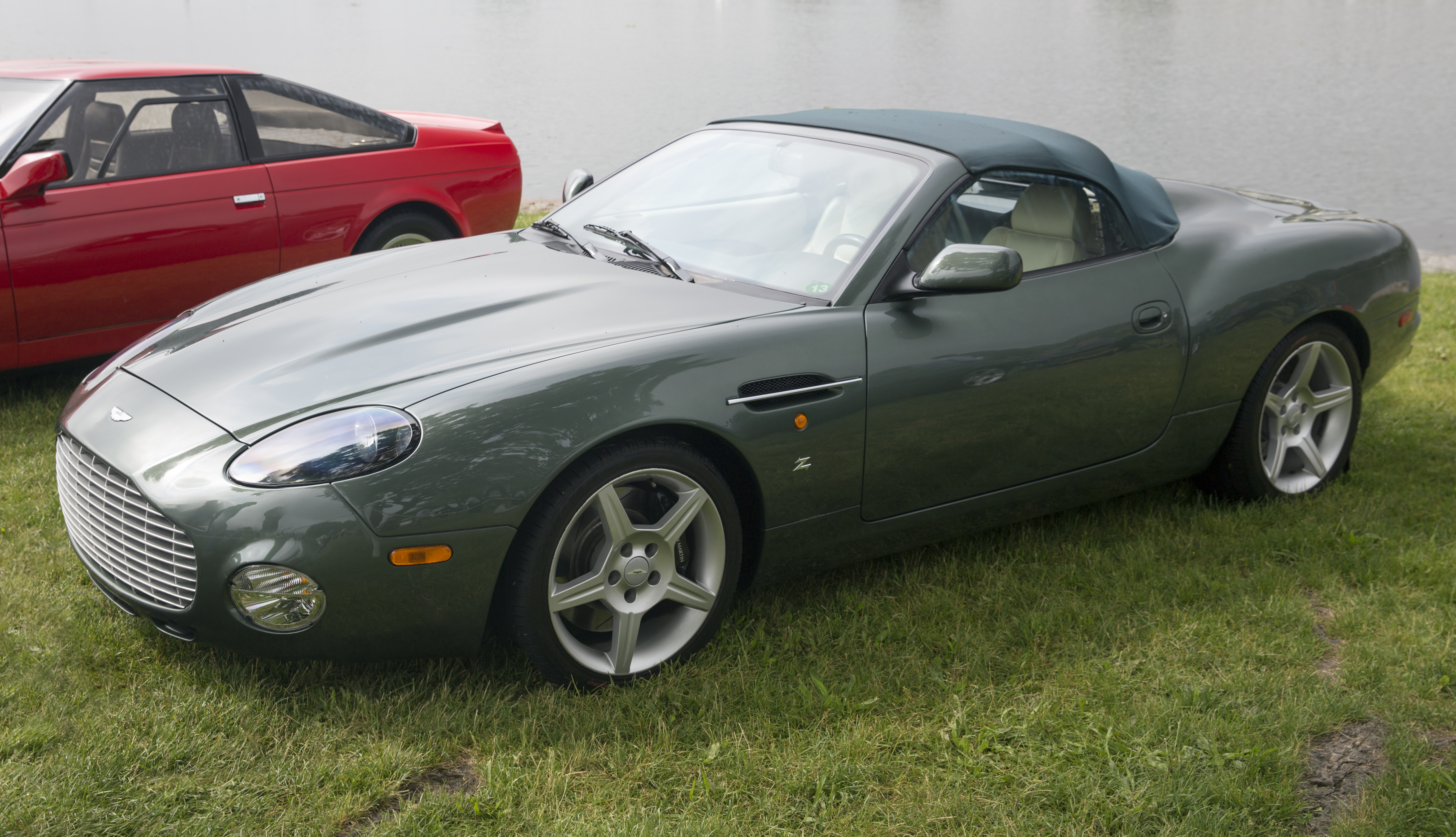
DB AR 1 avec capote en toile.
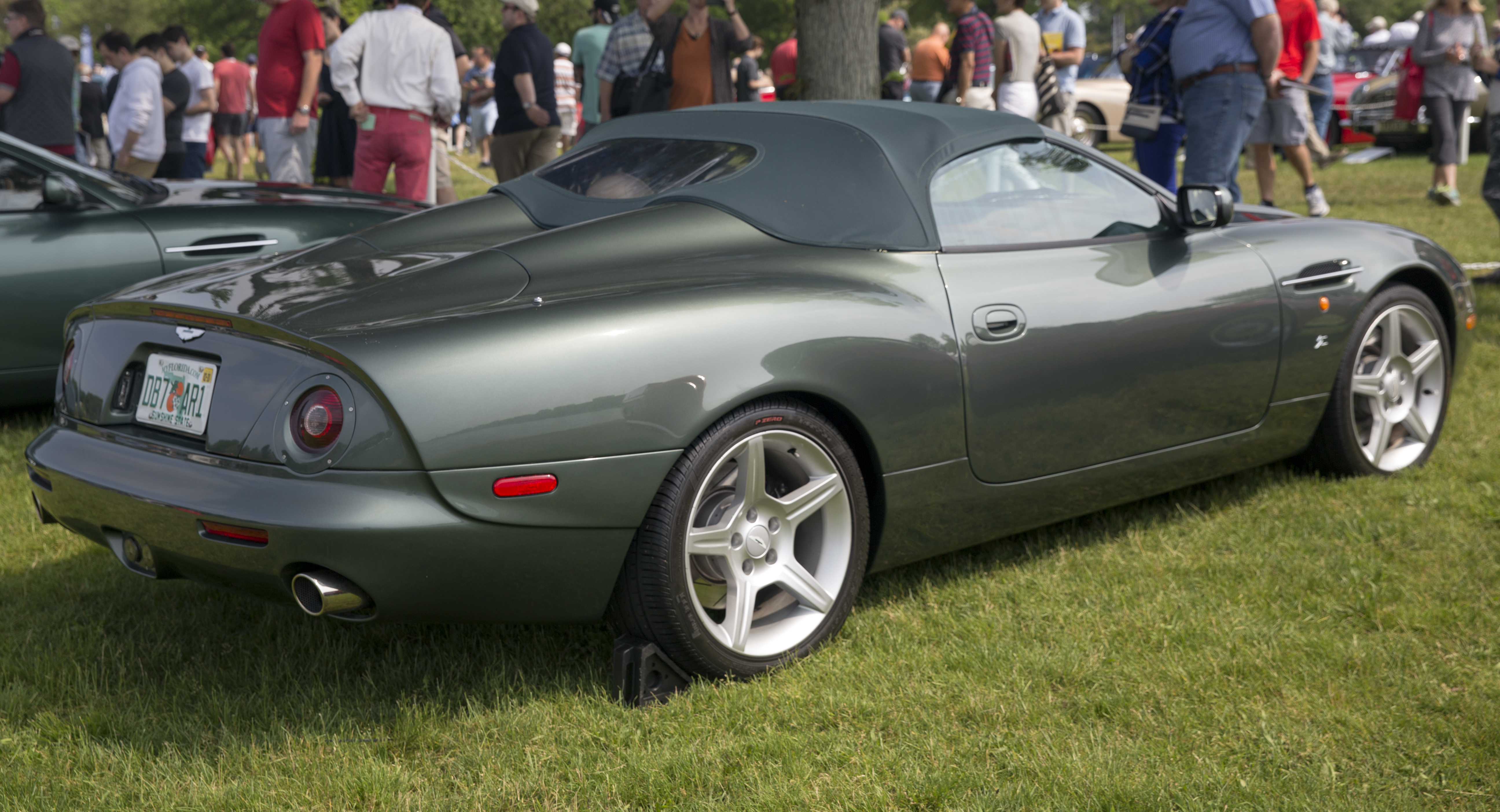
DB AR 1 avec capote en toile.
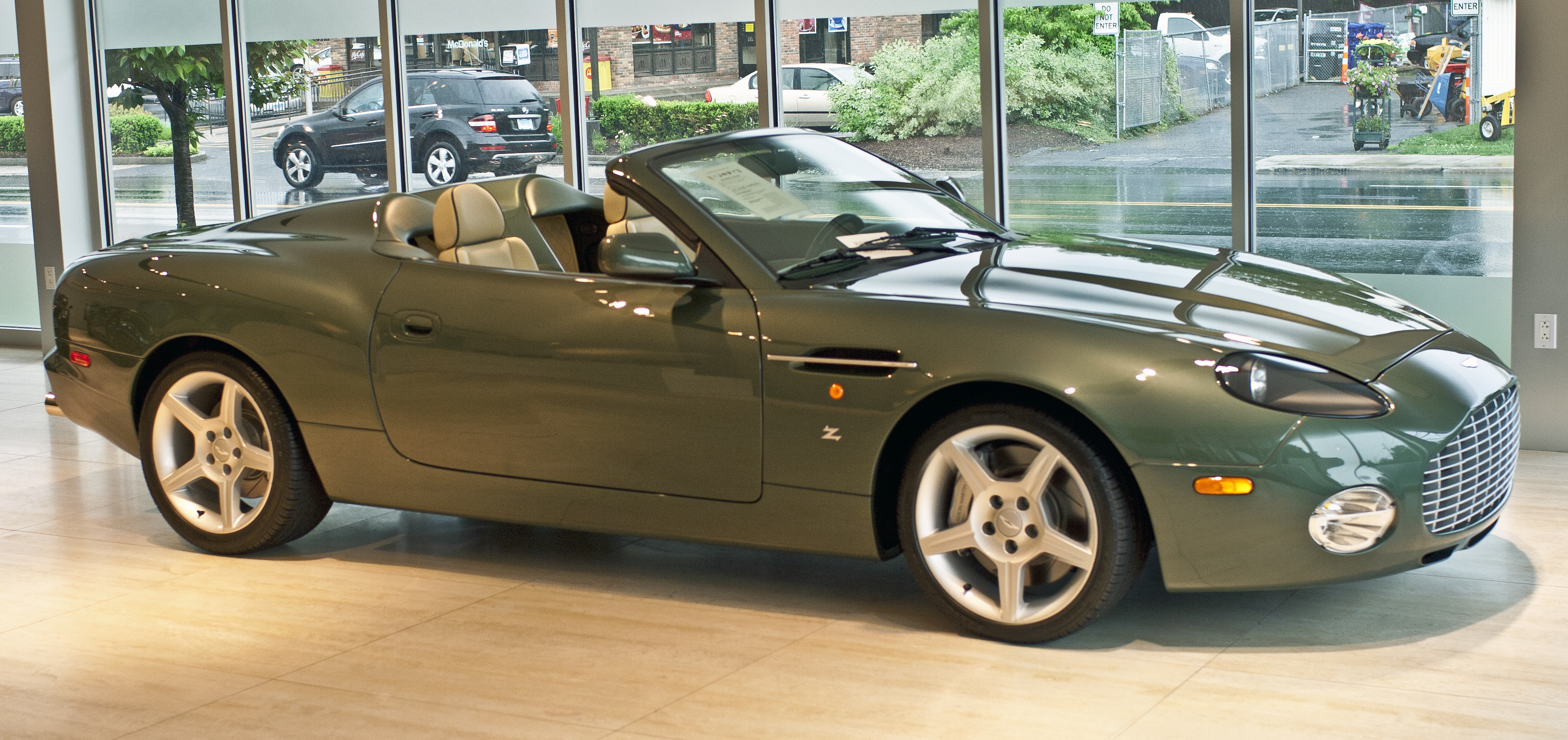
Chez un concessionnaire US en 2012.